# Шилинський сільський округ (Наурзумський район)
Шили́нський сільський округ (каз. Шилі ауылдық округі, рос. Шилинский сельский округ) — адміністративна одиниця у складі Наурзумського району Костанайської області Казахстану. Адміністративний центр та єдиний населений пункт — село Шилі.
Населення — 599 осіб (2021; 697 у 2009, 1143 у 1999, 1604 у 1989).
Станом на 1989 рік існувала Шилинська сільська рада (село Шилі), станом на 1999 рік — Шилинська сільська адміністрація, станом на 2009 рік — Шилинський сільський округ.